# Красносельцы (Львовская область)
Красносельцы (укр. Красносільці) — село в Поморянской поселковой общине Золочевского района Львовской области Украины.
Население по переписи 2001 года составляло 301 человек. Занимает площадь 0,761 км². Почтовый индекс — 80752. Телефонный код — 3265.

## Достопримечательности
- Деревянная церковь Воздвижения XVII века.